# Museu Pedagògic José Pedro Varela
El Museu Pedagògic José Pedro Varela (castellà: Museo Pedagógico José Pedro Varela) està situat na Plaza Cagancha 1175, al barri Centro, Montevideo, Uruguai. Aquest museu s'especialitza en pedagogia. L'horari de visita és de dilluns a divendres de 9:00 a 19:00 (del 15 de març al 15 de desembre) i de 8:00 a 12:00 (del 16 de desembre al 14 de març), com la majoria dels museus de l'Uruguai és d'entrada gratuïta.

## Història
El museu va ser fundat el 25 de gener de 1889, durant la Reforma Vareliana, reforma educacional uruguaiana impulsada per José Pedro Varela, els objectius del qual van ser: Gratuïtat, Laïcitat i Obligatorietat. Aquest lloc es va crear com a lloc d'estudi per al magisteri nacional. Compta amb els serveis de biblioteca de recerca, sala de conferències i concerts. Entre els seus objectius es troben: "Difondre i preservar el patrimoni museogràfic referit a l'àrea de l'educació."
El museu té els següents materials:
- 5.000 objectes museístics,
- 6.500 llibres i publicacions periòdiques,
- 2.000 fotografies,
- 200 monedes i medalles,
- 500 diapositives,
- 100 diapositives en vidre,
- Manuscrits i autògrafs originals de científics i personalitats de l'educació.

Es pot demanar dia i hora per a visites guiades, i hi ha a disposició fulletons gratuïts per al visitant.